# Bryosartor sutilis
Bryosartor sutilis är en mossdjursart som beskrevs av Gordon och Pedro Ivo Soares Braga 1994. Bryosartor sutilis ingår i släktet Bryosartor och familjen Catenicellidae. Inga underarter finns listade i Catalogue of Life.